# Axoclinus cocoensis
Axoclinus cocoensis är en fiskart som beskrevs av Bussing, 1991. Axoclinus cocoensis ingår i släktet Axoclinus och familjen Tripterygiidae. IUCN kategoriserar arten globalt som sårbar. Inga underarter finns listade.